# Elephantomyia (Elephantomyia) dietziana plumbea
Elephantomyia (Elephantomyia) dietziana plumbea is een ondersoort van de tweevleugelige Elephantomyia (Elephantomyia) dietziana uit de familie steltmuggen (Limoniidae). De ondersoort komt voor in het Palearctisch gebied.